# SURF1
SURF1‏ (SURF1, cytochrome c oxidase assembly factor) هوَ بروتين يُشَفر بواسطة جين SURF1 في الإنسان.